# Роулсбург (Західна Вірджинія)
Роулсбург (англ. Rowlesburg) — місто (англ. town) в США, в окрузі Престон штату Західна Вірджинія. Населення — 438 осіб (2020).

## Географія
Роулсбург розташований за координатами 39°20′56″ пн. ш. 79°40′36″ зх. д. / 39.34889° пн. ш. 79.67667° зх. д. (39.348810, -79.676656).  За даними Бюро перепису населення США в 2010 році місто мало площу 2,84 км², з яких 2,62 км² — суходіл та 0,22 км² — водойми.

## Демографія
Згідно з переписом 2010 року, у місті мешкали 584 особи в 255 домогосподарствах у складі 163 родин. Густота населення становила 206 осіб/км².  Було 304 помешкання (107/км²).
Расовий склад населення:
| - 99,5 % — білих |

До двох чи більше рас належало 0,3 %. Частка іспаномовних становила 0,0 % від усіх жителів.
За віковим діапазоном населення розподілялося таким чином: 18,8 % — особи молодші 18 років, 61,2 % — особи у віці 18—64 років, 20,0 % — особи у віці 65 років та старші. Медіана віку мешканця становила 48,0 року. На 100 осіб жіночої статі у місті припадало 93,4 чоловіків;  на 100 жінок у віці від 18 років та старших — 95,9 чоловіків також старших 18 років.
Середній дохід на одне домашнє господарство  становив 38 661 долар США (медіана — 29 766), а середній дохід на одну сім'ю — 44 909 доларів (медіана — 40 455). За межею бідності перебувало 33,6 % осіб, у тому числі 70,6 % дітей у віці до 18 років та 3,9 % осіб у віці 65 років та старших.
Цивільне працевлаштоване населення становило 195 осіб. Основні галузі зайнятості: освіта, охорона здоров'я та соціальна допомога — 19,5 %, виробництво — 16,9 %, науковці, спеціалісти, менеджери — 12,3 %, мистецтво, розваги та відпочинок — 8,7 %.